# Port lotniczy Punta Cana
Port lotniczy Punta Cana – prywatny międzynarodowy port lotniczy położony w pobliżu Punta Cana. Jest jednym z największych portów lotniczych w Dominikanie. W 2006 obsłużył 3,1 mln pasażerów.

## Linie lotnicze i połączenia
| Linia                 | Kierunek |
| --------------------- | --- |
| Aerolíneas Argentinas | 1. Buenos Aires-Ezeiza |
| Air Canada            | Sezonowo: 1. Montreal-Trudeau 2. Toronto-Pearson |
| Air Canada Rouge      | Sezonowo: 1. Halifax 2. Montreal-Trudeau 3. Ottawa 4. Toronto-Pearson |
| Air Caraïbes          | 1. Paryż-Orly |
| Air Europa            | 1. Madryt |
| Air Transat           | 1. Montreal-Trudeau 2. Quebec 3. Toronto-Pearson Sezonowo: 1. Halifax 2. Hamilton 3. London 4. Moncton 5. Ottawa |
| American Airlines     | 1. Charlotte 2. Filadelfia 3. Miami 4. Nowy Jork-JFK Sezonowo: 1. Boston 2. Chicago-O'Hare 3. Dallas-Fort Worth |
| Avianca               | 1. Bogota 2. Medellín |
| British Airways       | 1. Londyn-Gatwick |
| Condor                | 1. Frankfurt |
| Copa Airlines         | 1. Panama |
| Corsair International | Sezonowo: 1. Paryż-Orly |
| Delta Air Lines       | 1. Atlanta 2. Nowy Jork-JFK Sezonowo: 1. Boston 2. Detroit 3. Minneapolis-St. Paul |
| Discover Airlines     | 1. Frankfurt |
| Edelweiss Air         | 1. Zurych |
| Flair Airlines        | Sezonowo: 1. Ottawa 2. Toronto-Pearson |
| Frontier Airlines     | 1. Chicago-O'Hare 2. Cleveland 3. Filadelfia 4. Orlando 5. Tampa Sezonowo: 1. Atlanta 2. Saint-Louis 3. San Juan |
| Gol Linhas Aéreas     | 1. São Paulo-Guarulhos |
| Iberojet              | 1. Madryt Sezonowo: 1. Barcelona 2. Lizbona Sezonowe czartery: 1. Porto |
| JetBlue               | 1. Boston 2. Fort Lauderdale 3. Newark 4. Nowy Jork-JFK 5. Orlando 6. San Juan |
| LATAM Chile           | 1. Miami 2. Santiago |
| LATAM Perú            | 1. Lima |
| LOT                   | Sezonowe czartery: 1. Katowice 2. Praga 3. Warszawa-Chopin 4. Wilno |
| Prinair               | Czartery: 1. Aguadilla |
| RUTACA Airlines       | 1. Caracas 2. Maracaibo |
| Sky Airline Peru      | 1. Lima |
| Sky High              | 1. Miami |
| Southwest Airlines    | 1. Baltimore 2. Chicago-Midway 3. Fort Lauderdale (do 3 czerwca 2024) 4. Orlando (od 4 czerwca 2024) Sezonowo: 1. Houston-Hobby 2. Saint-Louis |
| Spirit Airlines       | 1. Filadelfia 2. Fort Lauderdale 3. Orlando |
| Sun Country Airlines  | Sezonowo: 1. Dallas-Fort Worth 2. Minneapolis-St. Paul |
| Sunrise Airways       | 1. Port-au-Prince |
| Sunwing Airlines      | 1. Montreal-Trudeau 2. Quebec 3. Toronto-Pearson Sezonowo: 1. Bagotville 2. Calgary 3. Edmonton 4. Fredericton 5. Gander 6. Halifax 7. Hamilton 8. Kitchener-Waterloo 9. London 10. Moncton 11. Ottawa 12. Regina 13. Saskatoon 14. St. John's 15. Vancouver 16. Winnipeg |
| TUI Airways           | 1. Birmingham 2. Londyn-Gatwick 3. Manchester |
| TUI fly Belgium       | 1. Bruksela |
| TUI fly Netherlands   | 1. Amsterdam |
| Turpial Airlines      | 1. Valencia |
| United Airlines       | 1. Chicago-O'Hare 2. Houston-George Bush 3. Newark 4. Waszyngton-Dulles |
| WestJet               | 1. Calgary 2. Toronto-Pearson Sezonowo: 1. Hamilton |
| Wingo                 | 1. Bogota 2. Medellín |
| World2Fly             | 1. Madryt Czartery: 1. Lizbona 2. Porto Sezonowe czartery: 1. Bratysława 2. Praga |